# Primární meristémy
Primární meristémy (též histogeny) jsou druhem pletiv dělivých vyskytujících se ve vzrostných vrcholech rostlin. U stonku se setkáváme s protodermem, prokambiem a základním meristémem. Naopak u kořene je to dermatogen, periblem a plerom. U vyšších rostlin vznikají z promeristémů.

## Rozdělení
- histogeny stonku
  - protoderm - diferencuje pletiva krycí
  - prokambium - diferencuje pletiva vodivá
  - základní meristém - diferencuje pletiva základní
- histogeny kořene
  - dermatogen - diferencuje pletiva krycí (pokožka)
  - periblem - diferencuje primární kůru
  - plerom - diferencuje střední válec s radiálními svazky cévními